# Unser Sandmännchen: Spiegelbeleger
Spiegelbeleger ist ein vom DEFA-Studio für Dokumentarfilme gedrehter Abendgruß für die Reihe Unser Sandmännchen des Fernsehens der DDR von Ernst Cantzler aus dem Jahr 1984.

## Handlung
Ein an der Wand hängender Spiegel zeigt verschiedene Menschen, die in ihn hineinsehen wollen und müssen. Dazu gehören Clowns, Muskelmänner, verliebte Männer und Frauen, Faxen machende Kinder und keiner von ihnen möchte ihn entbehren. Zum Schluss zeigt er ein Bild von der Werkstatt, in der er hergestellt wurde.

Es ist eine Spiegelbeleger-Werkstatt, in der Manuela Hinkmann, ihr Mann Michael und Manuelas Vater, der Meister, arbeiten. Bereits dessen Vater hatte diesen Beruf ausgeübt. Michael will zeigen, wie aus einer normalen Glasscheibe ein Spiegel wird und legt eine solche auf den Arbeitstisch, auf dem bereits eine Schablone liegt. Nun schneidet der Meister die Scheibe mit einem Glasschneider nach dem Muster zu. Um Schnittverletzungen zu vermeiden, werden jetzt die Schnittstellen feucht glatt geschliffen und anschließend wird die Scheibe getrocknet. Die noch fetthaltige Oberfläche muss nun mit Polierweiß gesäubert werden, was Michael nicht gerne macht. Und immer wieder muss die Scheibe gewaschen werden. Jetzt ist es an der Zeit, aus der Scheibe einen Spiegel zu machen, weshalb Michael eine nicht genannte Flüssigkeit über die Scheibe schüttet. Diesen Vorgang nennt man „Belegen“. Damit der Spiegel fast fertig und damit er nicht wieder erblindet, wird er mit Decklack eingestrichen. Der Spiegel ist jetzt fertig, also: 

„Spiegel kann man nicht entbehren, haltet sie darum in Ehren, denn das Leben ist erst schön, kann man sich im Spiegel sehn.“

## Produktion und Veröffentlichung
Spiegelbeleger  wurde von der Künstlerischen Arbeitsgruppe (KAG) Realabendgruß-Produktion der DEFA für die Serie Berufe als Folge der Filmreihe Unser Sandmännchen auf ORWO-Color gedreht und am 3. April 1984 das erste Mal im Fernsehen der DDR gesendet. Die erste nachweisbare Aufführung auf einer großen Leinwand erfolgte am 15. Dezember 2019 im Berliner Zeughauskino.
Das Szenarium stammt von Ernst Cantzler. 